# Cratloe
Cratloe (An Chreatlach en irlandais) est un village du comté de Clare en Irlande, situé entre Limerick et Shannon dans le centre-ouest du pays.

## Géographie
La paroisse civile actuelle de Cratloe se compose de l'ancienne paroisse de Kilfintinan et d'une partie de la paroisse contemporaine de Killeely.
Au XVIIIe siècle, les prêtres ont estimé qu'ils n'étaient pas assez nombreux pour gérer deux paroisses.
Cratloe est délimitée au sud par l'estuaire de la rivière Shannon et à l'ouest par la rivière Ratty (Uí gCearnaigh (Garney)). Un ruisseau connu localement sous le nom de Sandy River, ou Cratloe Creek constitue également la limite du village.
À l'exception de quelques collines basses, la partie de Cratloe au sud de la N18 à deux voies et à l'ouest de la R462 jusqu'à Sixmilebridge se compose principalement de basses plaines, de bas-champs inondables par la marée. Les terres agricoles de ces zones sont protégées par des digues.
Le reste de la paroisse se compose des parties sud-ouest et ouest de Woodcock Hill qui culmine à 310 m, juste à l'extérieur de la limite de Cratloe. Le côté ouest de cette colline est communément appelé Gallows Hill, du nom des exécutions de rebelles par la forces cromwelliennes qui ont eu lieu ici vers 1650.

## Toponymie
Le nom du village pourrait provenir de Croit-shliabh, "hump-backed hill" (colline à dos d'âne), en référence à Woodcock Hill.

## Histoire
La région de Cratloe est mentionnée pour la première fois dans les Annales des quatre maîtres où il est rapporté qu'en 376 apr. J.-C., Crimthann mac Fidaig, le roi de Munster et haut roi d'Irlande mourut dans la région de Cratloe du poison administré par sa sœur, Mongfind, qui souhaitait que son fils Brión mac Echach Muigmedóin soit le Grand Roi. Mongfind mourut également, d'avoir bu le poison pour convaincre le roi d'en prendre. À la fin, cependant, Brian a dû se contenter du royaume de Connaught, tandis que la haute royauté est allée à son demi-frère, plus tard connu sous le nom de Niall of the Nine Hostages.
Au IXe siècle, lorsque le territoire MacNamara fut envahi par des guerriers du Royaume d'Aileach en Ulster, les envahisseurs abattirent des chênes dans Cratloe Woods et les ramenèrent en Ulster pour construire le toit du Palais royal d'Aileach. Cratloe Woods est depuis connu pour ses chênes et son bois utilisé dans de nombreux bâtiments importants à travers l'Europe.
En 940, le roi Muirchertach mac Néill et son armée, ont découvert que Cretshalach, comme on l'appelait alors, était le pire passage de leur périple en Irlande. Dans les temps anciens, le passage par Cratloe traversait une colline escarpée et constituait la route principale de Munster à Connacht. L'armée a passé la nuit au sommet de la montagne où le Haut Roi Crimthann a été assassiné d'où Sliabh-Suidhe-an-riogh (La Montagne De La Mort Du Roi).
« Cormacan the Poet,
the Chief Bard

"We were a night at Ath-Caille,

On the very brink of the Shannon:

I did not meet, since I left my home,

A pass like unto Cretshalach". »
« Cormacan le poète,
le barde en chef

"Nous étions une nuit à Ath-Caille,

Au bord du Shannon :

Je n'ai rencontré personne depuis que j'ai quitté mon domicile,

Un laissez-passer semblable à Cretshalach". »
En 1510, une armée anglo-irlandaise dirigée par Gerald Mór FitzGerald, 8e comte de Kildare, marche sur Thomond. Il est vaincu près de Cratloe par une armée des clans O'Brien, McNamara, Sil-Aedha et Clanrickard dirigée par Turlough O'Brien, fils de Teige Mac Murrough O'Brien, le seigneur de Thomond.
L'armée d'invasion est vaincue facilement car toute la troupe avait pris le raccourci de Cratloe à Limerick et a été prise en embuscade par l'armée gaélique.

### Cratloe Woods
Une forêt domaniale a été plantée sur une grande partie de la région de Cratloe, avec principalement des épinettes et des pins couvrant les 320 ha (800 acres) de bois. Sur la route secondaire qui traverse le village, vers Limerick, les chênes centenaires sont encore visibles à Cratloe Wood (Garranon Wood).
La forêt a été historiquement datée d'au moins 700 apr. J.-C. Les chênes de cette forêt ont fourni la charpente des toits de Westminster Hall à Londres et du palais royal à Amsterdam. St Mary's Cathedral à Limerick city a aussi été construite avec du bois d'œuvre de Cratloe[réf. nécessaire].

## Lieux et monuments
La zone autour du village de Cratloe contient plusieurs sites préhistoriques et médiévaux. L'un des sites historiques les plus anciens du village se trouve dans le cimetière de Craughaun, où une tombe mégalithique, connue sous le nom de  Ballinphunta Dolmen , a été découverte. Cette tombe a été fouillée en 1990 lors d'un agrandissement du cimetière et une réplique érigée quelque temps plus tard dans la nouvelle section du cimetière. Également dans ce cimetière se trouve un caveau de la famille Blood, datant de 1738 lorsque le premier membre de la famille, Robert Maghlin, a été enterré. Les ruines de l'ancienne église Craughaun, datant de 1418, sont également présentes.
Le pont d'Esterre, construit en 1784, traversant la rivière Ratty/O'gChearnaigh entre Bunratty et Sixmilebridge, se caractérise par les ruines des portes qui subsistent de l'époque où elle servait de passage à péage. Henry d'Esterre a construit ce pont à ses frais car il souhaitait le paiement de droits à proximité de son propre domaine. Le célèbre duel, en février 1815, entre Daniel O'Connell et le fils d'Henry d'Esterre, John Norcot, est entré dans l'histoire locale parce qu'O'Connell a refusé de payer le péage, bien que cela contredise le récit conventionnel du duel.
Dans le bois de chênes de Garranon, se trouve un élément du patrimoine routier connu sous le nom de Squire's Well. La romancière et écrivaine voyageuse Georgiana Chatterton a noté en 1841 qu'il y coule un ruisseau clair, mais au fil du temps, il n'a pas été entretenu, il a presque été englouti dans le feuillage et la croissance naturelle de la végétation.
Les vestiges de plusieurs petits ráths, ou forts circulaires, sont situés dans divers champs autour de Cratloe, bien que plusieurs de ces forts aient été détruits lorsque le Western Railway Corridor a été construit à la fin du XIXe siècle.

### Châteaux
Plusieurs châteaux en ruine et maisons-tours se trouvent dans les environs, dont le château de Cratloemoyle (parfois appelé « château de Cratloe »), situé juste au nord de la route N18 à l'approche de Limerick. Le château à cinq étages a été construit au début des années 1500. John McNamara, décédé en 1780, en a été le dernier occupant et comme il n'avait personne à qui le transmettre, le château a été vendu. Pour la première fois depuis 700 ans, le terrain autour du château ne fut plus en possession de la famille McNamara.
À moins d'un demi-mile de là, de l'autre côté de la route, le château de Cratloekeel se trouve sur un affleurement bas et peut être discerné de la route à travers les arbres environnants. Ce château a été construit par Sean McNamara dans la dernière partie du XVe siècle, mais, en 1641, il est passé à un protestant néerlandais.
Plus au sud, sur les rives de la rivière Shannon, se trouve le site le château de Donnell ou château de Cratloemore, bien qu'il ne reste plus que peu de ruines. C'était autrefois l'un des plus grands châteaux de Cratloe, utilisé par les McNamaras comme poste de contrôle en raison de son emplacement sur la Shannon et de sa proximité avec Bunratty et Limerick. En 1730, la majeure partie de ce château a été détruite et les pierres ont été utilisées pour construire Cratloe Wood House, le seul exemple de maison typique irlandaise encore habitée par une famille.
Sur les pentes ouest de Woodcock Hill, vers Sixmilebridge, les ruines du château de Ballintlea se trouvent dans une cour de ferme. Tous ces châteaux sont répertoriés comme ayant été construits par le clan MacNamara, l'une des familles les plus puissantes du Royaume de Thomond.

### Églises et cimetières

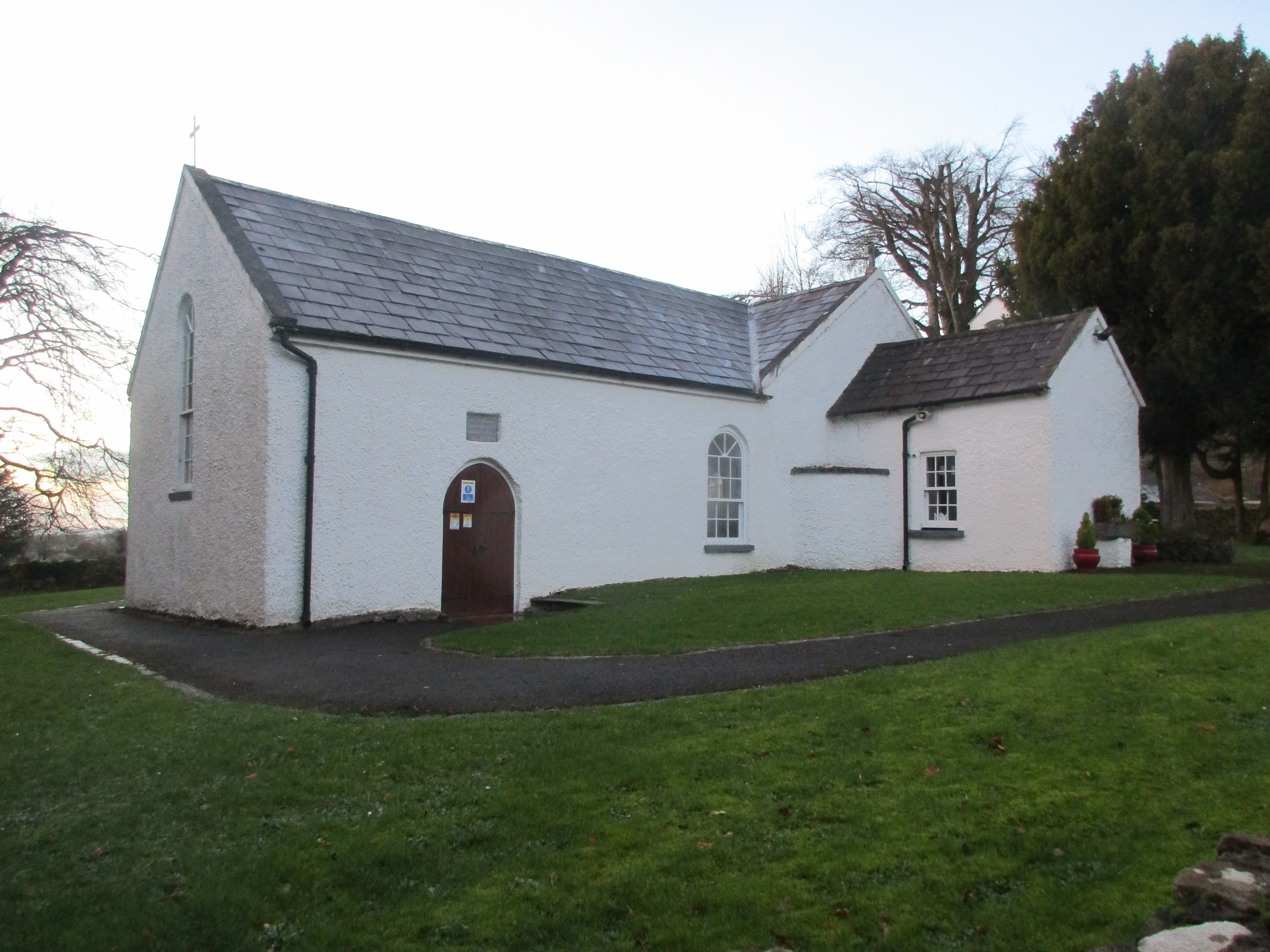
L'église St-John.

En plus de l'église paroissiale, l'Église St John de Cratloe, une autre église se trouve dans la paroisse, à l'approche du village de Sixmilebridge. Cette église est connue localement sous le nom de "La petite église". Elle est inhabituelle en ce sens qu'elle n'est dédiée à aucun saint en particulier. Cette église a été construite à la fin des années 1700 mais a été démolie en 1858 et remplacée par un nouvel édifice. Cette église a été rénovée à nouveau en 1988, l'évêque de Limerick l'appelant "le petit bijou du diocèse de Limerick".
Les ruines de plusieurs autres chapelles et églises se trouvent dans la région. Comme mentionné ci-dessus, il s'en trouve une dans le cimetière de Craughaun et il y en a une autre près du château de Cratloemoyle qui n'était pas vraiment une église mais un oratoire pour les propriétaires du château. Cet oratoire, ainsi que le puits voisin, étaient dédiés à saint Jean. Dans son travail de 1893 The History and Topography of the County of Clare (L'histoire et la topographie du comté de Clare), James Frost mentionne qu'un député d'Augustus Stafford O'Brien a enlevé les ruines d'un couvent du terrain de sa résidence, Cratloe Woods House, apparemment parce qu'elles lui gênaient la vue. Les ruines de l'église paroissiale médiévale et du cimetière de Kilfintenan se trouvent dans le townland de Carrowmore sur la route de Sixmilebridge à Gallows Hill.
Le cimetière de Kilfintenan est connu comme le plus petit cimetière d'Irlande. Ce cimetière était réservé à l'inhumation des enfants et des étrangers qui passaient par la paroisse. Les ruines de Cill an Bothair, ou l'église de la route, se trouvent également au nord de la paroisse. Le cimetière de cette église était aussi spécifiquement utilisé comme lieu de sépulture pour les enfants. Le cimetière de Kilcredaunnadober dans le townland de Cratloemore était un petit lieu de sépulture pour les enfants non baptisés.

## Transports
La plus grande route qui traverse Cratloe est la route principale nationale N18 qui relie Limerick et Galway. La route se sépare en deux à Cratloe, avec une direction allant vers Limerick et l'autre contournant la ville via le tunnel de Limerick, se transformant en autoroute M7 jusqu'à Dublin, juste à l'extérieur de la ville. La route régionale R462, qui commence à la sortie Cratloe de la N18, relie les villes de Sixmilebridge et Tulla et les villages de Kilkishen et Kilmurry à Limerick.
Shannon Airport et la zone franche de Shannon sont situés à seulement 15 km du village.
La ligne de chemin de fer de Limerick à Ennis passe également par le village, bien que la gare reste fermée à l'heure actuelle. La gare de Cratloe a ouvert le 17 janvier 1859, mais a définitivement fermé le 17 juin 1963.
À partir de 2008, on espérait, avec la réouverture du Western Railway Corridor en 2010, que la gare de Cratloe serait à nouveau opérationnelle à l'avenir. Elle reste cependant fermée ; la gare est utilisée comme logement privé.

## Enseignement
L'école primaire locale est l'école nationale St. Johns, située juste en face de l'église de Cratloe. Avant que l'école actuelle ne soit construite en 1980, il y avait deux écoles. La première a été construite en 1849, elle est maintenant la salle communautaire locale et la seconde a été construite en 1965, elle est maintenant une petite zone commerciale. Ces deux écoles ont été construites en raison de l'expansion de la population et l'école actuelle, St. Johns, demande maintenant une extension. Environ 280 élèves fréquentent l'école.[citation nécessaire]

## Sports
Les sports les plus pratiqués à Cratloe sont les jeux gaéliques, bien que des sports tels que le rugby et le soccer aient rattrapé leur retard.[réf. nécessaire]
En termes de Jeux gaéliques, 2014 a été l'année la plus réussie pour le club Cratloe GAA, puisque le Clare Senior Hurling Championship et le Clare Senior Football Championship ont été remportés, faisant de Cratloe le premier club en 85 ans à remporter les deux titres de comté seniors depuis que Éire Óg, Inis GAA, Ennis Dalcassians l'a obtenu en 1929. Cette année a également marqué le deuxième titre de Clare Senior Hurling Championship de Cratloe, le premier ayant été remporté cinq ans plus tôt en 2009,.